# Aphis punicae
Aphis punicae är en insektsart som beskrevs av Shinji 1922. Aphis punicae ingår i släktet Aphis och familjen långrörsbladlöss. Inga underarter finns listade i Catalogue of Life.